# 张文东
张文东(1969年5月5日—)，中国北京市人，围棋职业九段棋手。现任中国围棋协会副秘书长，中国围棋甲级联赛组委会副主任。他1977年开始学棋，1982年定为初段，1993年升为九段，是中国实行围棋段位制以来第一位从初段升入九段的职业棋手，同年获得全国围棋个人赛男子组冠军。他于1995年进入北京大学历史系学习，四年后顺利毕业。
张文东的妻子是中国象棋国家级大师黎德玲。